# Inese Jaunzeme
Inese Jaunzeme (Pļaviņas, Letonia, 21 de mayo de 1932-13 de febrero de 2011) fue una atleta letona, especializada en el lanzamiento de jabalina. Fue entrenadora en el club Dinamo de Riga.
Compitió en los Juegos Olímpicos de 1956 celebrados en Melbourne con la Unión Soviética donde consiguió ser campeona olímpica ganando la medalla de oro.
| Predecesor: Dana Zátopková | Campeona Olímpica de lanzamiento de jabalina Melbourne 1956 | Sucesor: Elvīra Ozoliņa |